# Slavisk (metode)
 For alternative betydninger, se Slavisk. (Se også artikler, som begynder med Slavisk)
Slavisk er en betegnelse for at udøve en arbejdsopgave efter fastlagte og systematiske retningslinjer, ofte uden at overveje eller stille spørgsmål om det hensigtsmæssige i metoden, eller uden at have mulighed for at ændre retningslinjerne. Begrebet anvendes også i betydningen en "slavisk efterligning" og betegner da en eftergørelse af et produkt eller en metode, der er kopieret helt efter originalen uden forsøg på at forbedre eller ændre det oprindelige forlæg.
Ordet "slavisk" i den her beskrevne betydning udspringer af ordet slave.

## Eksterne links
- Begrebet "Slavisk" i Ordbog over det danske sprog

| Sprog | Spire Denne artikel om sprog er en spire som bør udbygges. Du er velkommen til at hjælpe Wikipedia ved at udvide den. |